# University of Alabama at Birmingham

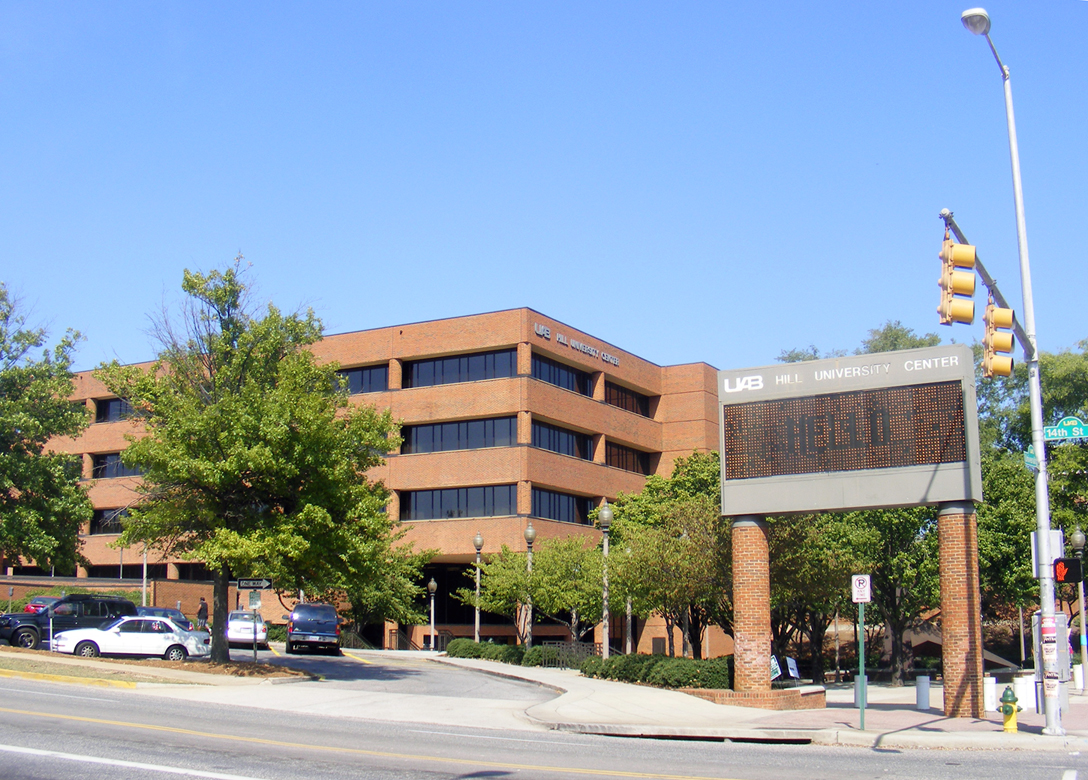
UAB Hill University Center

Die University of Alabama at Birmingham (UAB) ist eine staatliche Universität in Birmingham im US-Bundesstaat Alabama. Die Universität ist die zweitgrößte Hochschule im University of Alabama System; sie wurde 1969 gegründet. 

## Zahlen zu den Studierenden und den Dozenten
Im Herbst 2020 waren 22.563 Studierende an der UAB eingeschrieben. Davon strebten 13.878 (61,5 %) ihren ersten Studienabschluss an, sie waren also undergraduates. Von diesen waren 62 % weiblich und 38 % männlich; 7 % bezeichneten sich als asiatisch, 24 % als schwarz/afroamerikanisch, 6 % als Hispanic/Latino und 55 % als weiß. 8.685 (38,6 %) arbeiteten auf einen weiteren Abschluss hin, sie waren graduates. Es lehrten 2.958 Dozenten an der Universität, davon 2.544 in Vollzeit und 414 in Teilzeit.
2010 waren 17.543 Studierende und 2.044 Dozenten an der UAB.

## Sport
Die Sportteams der UAB sind die Blazers. Die Hochschule ist Mitglied in der American Athletic Conference.